# 래프트 (비디오 게임)
래프트(Raft)는 스웨덴 개발자 레드비트 인터랙티브(Redbeet Interactive)가 개발하고 액솔로트 게임스(Axolot Games)가 퍼블리싱한 오픈 월드 생존 샌드박스 비디오 게임이다. 이 게임은 2016년 인디 플랫폼 Itch.io에서 무료 다운로드로 처음 출시된 후 2018년 5월 23일 스팀 (서비스)에서 얼리 액세스 타이틀로 출시되었다. 2022년 6월 20일 래프트는 마지막 챕터가 출시되면서 얼리 액세스가 중단되었다. 침수된 대재앙 속에서 플레이어는 거주 가능한 땅과 자원을 찾아 넓은 바다로 모험을 떠나는 생존자, 전방 정찰병의 역할을 맡는다.